# De Langeleegte
Il Gjaltema Stadium è lo stadio della squadra di calcio BV Veendam. Nel linguaggio popolare è chiamato "Il Long Void". Lo stadio ha una capacità di 6.500 posti ed è stato inaugurato nel 1954 come LongVoid sports. Nel 1998 Lo stadio è stato modernizzato. Si trova sull'omonima strada.